# Hautefaye
Hautefaye település Franciaországban, Dordogne megyében. Lakosainak száma 128 fő (2022. január 1.). Hautefaye Mainzac, Mareuil en Périgord, Connezac, Javerlhac-et-la-Chapelle-Saint-Robert és Lussas-et-Nontronneau községekkel határos.

## Népesség
A település népességének változása:
| Lakosok száma | 169  | 144  | 129  | 113  | 124  | 130  | 136  | 139  | 139  | 128  |
|               | 1968 | 1982 | 1990 | 2006 | 2013 | 2015 | 2017 | 2019 | 2020 | 2022 |